# Africanisme
L'africanisme (o africanística) és una branca de les ciències socials que posa el seu accent en l'estudi del continent africà.
Terme sorgit a la segona meitat del s. XIX en el marc del colonialisme, el qual pretén convertir Àfrica en una àrea d'estudi universitari dotada del prestigi de què gaudia Orient i atorgant-li un reconeixement científic com a objecte de saber.
Tot i que els estudis africanistes van sorgir amb la colonialització d'Àfrica (ajudant a aquesta), en l'actualitat els estudiosos sobre el continent africà solen evidenciar la importància que té aquest continent en la història de la humanitat.

## Africanisme a Catalunya
La Universitat de Barcelona té el Departament d'Antropologia Social i Cultural i història d'Amèrica i Àfrica, que és el que s'ocupa de formar sobre la història d'Àfrica en els graus i postgraus universitaris. El grup d'investigació encapçalat pel Dr. Ferran Iniesta i Vernet, Agrupament per la Recerca i la Docència d'Àfrica, està dirigit als estudis africans.
Altres universitats catalanes en què s'imparteixen estudis sobre Àfrica són la Universitat Autònoma de Barcelona, la Universitat Rovira i Virgili, que ofereix el Màster Universitari en Ciències Socials del Desenvolupament: Cultures i Desenvolupament a l'Àfrica; i la Universitat Pompeu Fabra, que ofereix el Curs de Postgrau en Societats Africanes amb col·laboració amb el Centre d'Estudis Africans de Barcelona.
Una altra entitat important en l'africanisme a Catalunya és el Centre d'Estudis Africans de Barcelona, creat el 1987 i que ha editat les publicacions periòdiques Studia Africana i Nova Àfrica. Aquest centre d'estudis organitza el curs i diploma de postgrau en estudis africans i desenvolupament de la UPF.

### Destacats africanistes catalans
- Ferran Iniesta i Vernet. Professor de la Universitat de Barcelona.
- Lluís Mallart i Guimerà. Exprofessor de la Universitat Rovira i Virgili.
- Alfred Bosch i Pascual. Professor de la Universitat Pompeu Fabra, escriptor i polític.
- Albert Sánchez Piñol. Antropòleg i escriptor.
- Gustau Nerín.
- Jacint Creus i Boixaderas. Professor d'història de la UB.
- Javier Laviña Gómez. Professor d'història de la UB.
- Cristina Larrea Killinger. Professora d'antropologia de la UB.
- Alberto Lopez Bargados. Professor d'antropologia de la UB.
- Albert Roca Álvarez. Professor d'antropologia de la Universitat de Lleida.
- Antoni Castel. Professor de la Universitat Autònoma de Barcelona.